# موه الصدر
مَوَه الصَّدر (بالإنجليزية: Hydrothorax)‏ أَو الاستشقاء الصَّدري، هوَ أحد أنواع الانصباب الجَنبي الذي يتراكم فيه السائل المَصلي في التجويف الجَنبي، وَمنَّ المُمكن أن يَكون مُرتبطاً بالتشمع الكَبدي المَصحوب بالاستسقاء البطني، حيثُ تتسرب السوائل المُتجمعة في جوف الصفاق إلى التَجويف الجَنبي، وَيُعتبر موه الكَبد من الأمراض صَعبة السَيطرة والتي تُؤدي بالنهاية إلى فَشل الكَبد المَصحوب بفشل بالعِلاج.

## العِلاج
يُعتبر عِلاج المَوه الصَدري صَعباً لِعدة أسباب، حيثُ يَجب تَصحيح الخَلل الأساسي في التجويف الجنبي، وَلكن في كَثيرٍ من الأحيان يَكون حُدوث الموه الصدري مُرافقاً للمرحلة النهائية للتشمع الكبدي، وَيتم علاجه وتصحيحه من خلال زَرع الكَبد.

## المَراجع
1. 1 2  موقع المَعاني ترجمة Hydrothorax. نسخة محفوظة 15 ديسمبر 2019 على موقع واي باك مشين.
2. ↑  المُعجم الطِبي، الإصدار الثاني، تَرجمة Hydrothorax.
3. 1 2  Ganong's Review of Medical Physiology [مُراجعة جانجون في الفسيولوجيا الطبية] (pdf) (بالإنجليزية) (الرابعة والعشرين ed.). United States: The McGraw-Hill Companies. 2012. ISBN:978-0-07-178004-9. Retrieved 2016-05-14. {{استشهاد بكتاب}}: الوسيط غير المعروف |مؤلفين مشاركين= تم تجاهله يقترح استخدام |authors= (help)